# حزب الوسط (النرويج)
حزب الوسط (بالنرويجية: Senterpartiet, Sp) هو حزب سياسي في النرويج ينتمي لتيار الوسط. تأسس في عام 1920 كحزب وسطي يدعم حقوق الفلاحين ولا يستند إلى أي من الأيديولوجيات السائدة في القرن التاسع عشر والقرن العشرين، بل كحزب يهتم بالحفاظ على اللامركزية في شئون التنمية الاقتصادية واتخاذ القرارات السياسية. يبلغ عدد أعضائه 15,000 (إحصائية 2013)، ورئيسه الحالي تريغفه فيدوم.
تمسك حزب الوسط بموقف متشدد ضد عضوية النرويج في الاتحاد الأوروبي. وقاد بنجاح حملتين ضد عضوية النرويج في استفتائي 1972 و1994، والذي شهد الحزب خلالهما نتائج قياسية في الانتخابات، استغلها لاحقا للدعوة إلى انسحاب النرويج من المنطقة الاقتصادية الأوروبية واتفاقية شنغن. ويؤيد الحزب سياسة اقتصادية لحماية المزارعين النرويجيين من الرسوم الجمركية.

## التاريخ
بعد تأسيسه في يونيو 1920 صدر قرار دخوله في انتخابات 1921 البرلمانية. وفي عام 1922 أُطلق عليه اسم حزب الفلاحين "Bondepartiet" ثم تغير الاسم إلى الحزب الشعبي الديمقراطي عام 1959 وأخيرا إلى حزب الوسط في وقت لاحق من نفس العام. بلغت عضوية الحزب ذروتها في تلك الفترة عام 1971 بحوالي 70 ألف عضو مسجل.
في الانتخابات المحلية، يتمتع الحزب بدعم قوي في العديد من البلديات الصغيرة، حيث يكون له تأثير قوي. فبعد الانتخابات المحلية لعام 2007 أصبح هناك 83 من رؤساء البلديات في النرويج يمثلون حزب الوسط، ولا يسبقه في ذلك إلا حزب العمال.
ومنذ تأسيسه وحتى عام 2000 انضم الحزب إلى حكومات لا يقودها حزب العمال (بالرغم من أنه دعم حكومات عمالية في الثلاثينيات). وتشمل الحكومات التي رأسها رؤساء وزراء من الحزب: حكومة كولستاد وهوندسيد بين عامي 1931-1933، وحكومة بورتن الأطول عمرا بين عامي 1965-1971.
وأخيرا في عام 2005 انضم إلى حكومة الائتلاف الأحمر والأخضر بقيادة حزب العمال، وكان له أربعة وزراء في حكومة ينس ستولتنبرغ الثانية، والتي أعيد انتخابها عام 2009. وحسب بعض المحللين فإن أيديولوجية الحزب قد تحركت أكثر نحو الديمقراطية الاجتماعية في السنوات الأخيرة.
يُعرف الحزب بدعمه للرسوم الجمركية العالية على الجبن واللحوم الأجنبية، بما يُطلق عليه «جمارك الحماية» أي لحماية الفلاحين النرويجيين من المنافسة الأجنبية. ومن مقترحات الحزب أيضا السماح بإطلاق النار على جميع الذئاب في النرويج حمايةً للماشية.